# Eugène Bonhôte
Eugène Bonhôte (* 14. Juli 1857 in Boudry; † 29. Februar 1924 in Neuenburg) war ein liberaler Politiker des Schweizer Kantons Neuenburg.
Der Sohn eines Pfarrers studierte Rechtswissenschaften in Neuenburg, Tübingen, Berlin, Paris und Leipzig. 1882 schloss er ab und arbeitete während zwei Jahren als schweizerischer Gesandtschaftssekretär in Paris. 1885 eröffnete er in seiner Heimatstadt eine eigene Anwaltskanzlei. Von 1889 bis 1898 war er Ersatzrichter beim Bezirksgericht. Zwischen 1892 und 1919 war er im Grossen Rat und von 1912 bis 1924 im Nationalrat. 
Seine wohl bedeutendste Leistung war die von ihm verfasste Neuenburger Zivilprozessordnung. Während des Ersten Weltkrieges erwies sich Bonhôte als Gegner des Vollmachtenregimes.